# The Spirit of Tengri
The Spirit of Tengri — (англ. Дух Тенгри) — казахстанский международный фестиваль современной этнической музыки. Проводится ежегодно с 2013 года в Алматы. В 2017 году впервые был проведён в столице Казахстана — Астане.

## История

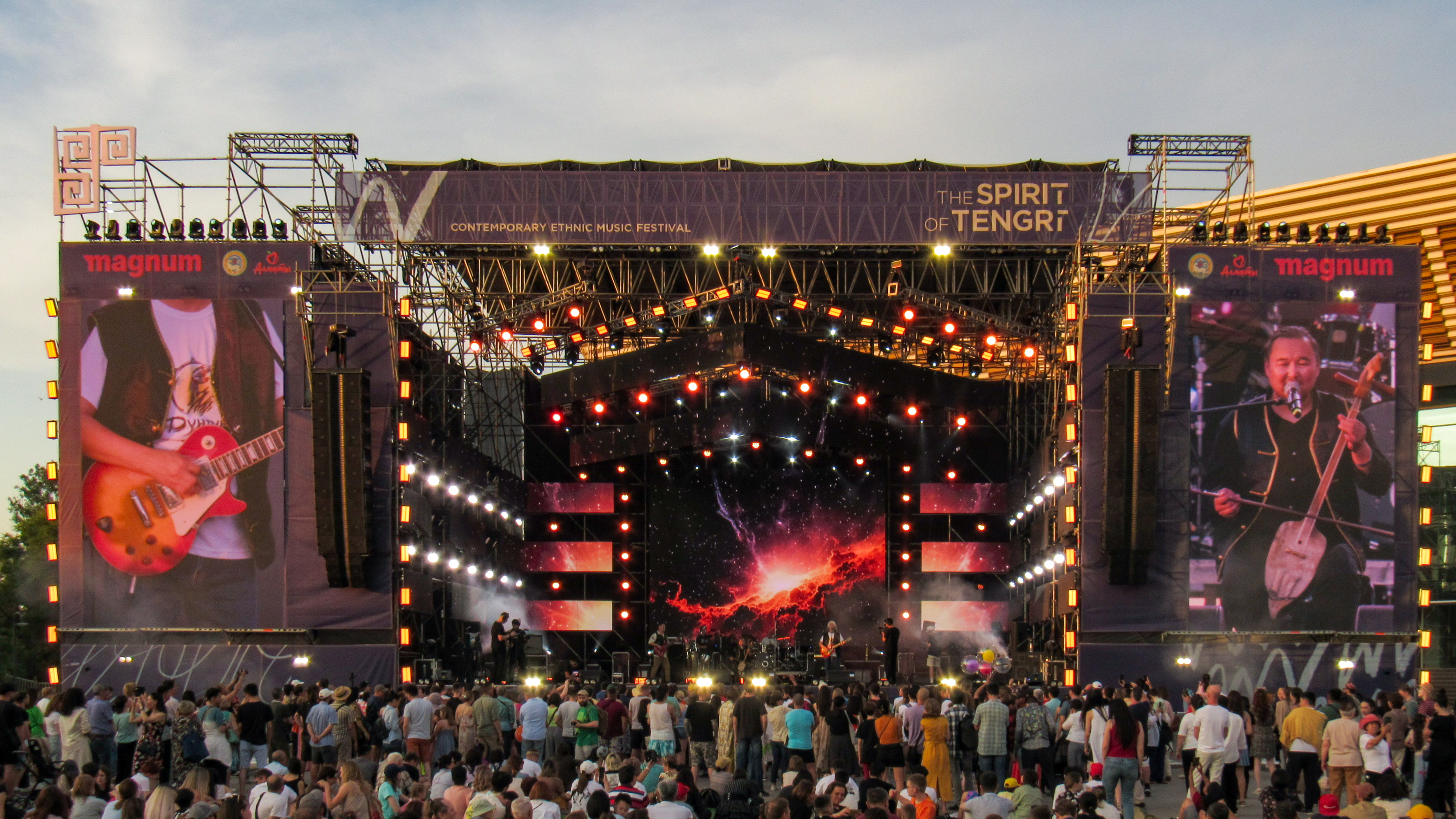
Сцена фестиваля в 2024 году

Основатель проекта известный в Казахстане медиа-менеджер Батыр Казыбаев. Идея создания принадлежит Жану Кастееву. Первый фестиваль состоялся в 2013 году. В течение года зрители в соцсетях отдавали свои голоса за музыкантов, которые исполняют этно-музыку в современном стиле, затем в эфире республиканского телеканала прошел хит-парад фаворитов. Эти музыканты и стали участниками первого фестиваля современной этнической музыки.
8 июня 2013 года прошёл первый фестиваль The Spirit of Tengri на площади перед ТРЦ MEGA Alma-Ata. Под открытым небом приняли участие в фестивале 12 коллективов с разных уголков Евразии.
8 июня 2014 года прошёл второй фестиваль The Spirit of Tengri на площади имени Абая перед Дворцом Республики. В фестивале впервые приняли участие группы, представляющие не только Евразийский континент. Концерт собрал этно-исполнителей из 10 стран и более 8 тысяч зрителей.
В ноябре 2014 года прошла презентация специального двухдискового DVD-издания The Spirit Of Tengri 2014.
6 июня 2015 года прошёл третий фестиваль перед Дворцом Республики, участвовали музыканты из 11 стран.
4 июня 2016 года прошёл четвёртый фестиваль на площади им. Абая перед дворцом Республики, который был посвящён 1000-летию Алматы. Выступили 13 коллективов из девяти стран мира.
20 мая 2017 года состоялся пятый Юбилейный международный фестиваль современной этнической музыки The Spirit of Tengri 2017.
23 июня 2017 года прошёл первый фестиваль современной этнической музыки The Spirit of Astana, на площади перед монументом Байтерек. Своё творчество гостям музыкального праздника продемонстрировали 14 музыкальных коллективов.
2 июня 2018 года прошёл шестой фестиваль The Spirit of Tengri, на площади имени Абая перед Дворцом Республики Алматы, выступило 11 ethnoworld-коллективов.
6 июля 2018 года The Spirit of Astana проводился в рамках празднования 20-летия столицы Республики Казахстан, в День города, на площади перед монументом Байтерек, где выступило более 120 музыкантов из 23 стран.
26—27 мая 2019 года на площади Абая в Алматы состоялся седьмой по счёту фестиваль The Spirit of Tengri. На фестивале принимали участие музыкальные коллективы из 16 стран — России, Эстонии, Индии, Мали, Мозамбика, Азербайджана, Грузии, Узбекистана, Республики Нигер, Алжира, Египта, Ирана, Украины, Испании и США. Участники выступали с репертуаром в жанрах этно-рок, этно-джаз, этно-фанк, этно-поп, groove, New Age и других. Всего выступило более 70 артистов.
Каждый год фестиваль The Spirit of Tengri славится ярмаркой ремесленников, где можно приобрести одежду, обувь, украшения, музыкальные инструменты, сувениры ручной работы.

## Участие в выставках
В августе 2016 года проект The Spirit of Tengri был представлен на Курултае в Венгрии
Проект The Spirit of Tengri c 2015 года ежегодно принимает участие в выставке WOMEX, посвященной традиционной, народной и современной этнической музыке:
- С 21 по 25 октября 2015 года — The Spirit of Tengri принимал участие в выставке WOMEX-2015 (World Music Expo), в Будапеште[21]
- С 19 по 23 октября 2016 года — The Spirit of Tengri принимал участие в выставке WOMEX-2016 (World Music Expo), в испанской Галисии[22]
- В ноябре 2017 года — The Spirit of Tengri представил на всемирной музыкальной выставке WOMEX-2017 (World Music Expo) в польском городе Катовице три своих фестиваля: The Spirit of Tengri, The Spirit of Astana и Nomad Way[23]
- С 24 по 28 октября 2018 года — The Spirit of Tengri принял участие в 24-й всемирной музыкальной выставке WOMEX-2018 (World Music Expo) в испанском городе Лас-Пальмас-де-Гран-Канария, где презентовал четыре фестиваля: The Spirit of Tengri и The Spirit of Astana, Nomad Way и The Spirit of Dance[24]

## Организаторы
Основатель проекта - Батыр Казыбаев.
Идея создания - Жан Кастеев.
Организаторы: продюсерский центр "Pantograph".
Генеральные партнёры проекта The Spirit of Tengri — Kaspi.kz, торговая сеть «Magnum Cash & Carry».

## Состав участников

### 2013
Состав участников фестиваля The Spirit of Tengri:
- Алдаспан (Казахстан)
- Hapanasasa (Казахстан)
- Корлан Картенбаева (Казахстан)
- Ная (Казахстан)
- Роксонаки (Казахстан)
- Намгар (Бурятия)
- Саинхо Намчылак (Тыва)
- Аргымак (Башкортостан)
- Чылтыс Таннагашева (Горная Шория)
- Юлияна (Якутия)
- Gulzada (Кыргызстан)
- Болот Байрышев (Алтай)
- Асем и проект «Тенгри» (Казахстан)

### 2014
Состав участников фестиваля The Spirit of Tengri:
- Роксонаки (Казахстан)
- Алдаспан (Казахстан)
- Шарапат (Казахстан)
- Baba Zula (Турция)
- The Shin (Грузия)
- Yaric-Ecuador (Эквадор)
- Аргымак (Башкортостан)
- Намгар (Бурятия)
- Gulzada (Кыргызстан)
- Саинхо Намчылак (Тыва)
- Чылтыс Таннагашева (Горная Шория)
- Болот Байрышев (Алтай)
- Белуха Jam (Алтай)
- Baba Zula (Турция)
- Радик Тюлюш (Тува)
- Шахаризат Сейдахмет (Казахстан)

### 2015
Состав участников фестиваля The Spirit of Tengri:
- Радик Тюлюш (Тува)
- Чалама (Тува)
- Baba Zula (Турция)
- Чылтыс Танагашева (Горная Шория)
- Хангай (Монголия)
- Аргымак (Башкортостан)
- Алдаспан (Казахстан)
- Holdviola (Венгрия)
- TRAD.ATTACK! (Эстония)
- Hanggai (Китай)
- Тилла Торок (Венгрия)
- Едиль Хусаинов (Казахстан)
- Satzhan Project (Казахстан)

### 2016
Состав участников фестиваля The Spirit of Tengri:
- Хуун-Хуур-Ту (Тува)
- DJ Carmen Rizzo (США)
- Baba Zula (Турция)
- Айархаан (Якутия)
- TRAD.ATTACK! (Эстония)
- Sintas (Китай)
- Барабаны Алматы (Казахстан)

### 2017
Состав участников фестиваля The Spirit of Tengri:
- Baba Zula (Турция)
- Oki Dub Ainu Band (Япония)
- DJ Carmen Rizzo (США)
- Хуун-Хуур-Ту (Тува)
- Sekou Kouyate (Гвинея)
- Екатерина Ямщикова (Башкортостан)
- Speed Caravan (Франция/Алжир)
- Shono (Бурятия)
- Robert Yuldashev & «Kuraisy» (Башкортостан)
- Dudu Tassa & The Kuwaitis (Израиль)
- Marga Muzika (Литва)
- Барабаны Алматы (Казахстан)
- Тиграхауд (Казахстан)
- Алдаспан (Казахстан)
- DJ Nariman Issenov (Казахстан)
- Arsen Superfly (Казахстан)
- Rustam Ospanoff (Казахстан)
- Roman Bazhanov (Казахстан)
- Айирхаан (Якутия)
- TRAD.ATTACK! (Эстония)
- Саинхо Намчылак (Австрия/Тува)
- Едиль Хусаинов (Казахстан)
- Satzhan Project (Казахстан)
- Gulzada (Кыргызстан)
- The Shin (Грузия/Германия)
- Радик Тюлюш (Тува)
- Chalama band (Тува)

### 2018
Состав участников фестиваля The Spirit of Tengri:
- Sapphire Creations Dance Company (Индия)
- DJ Shakey (Индия)
- Indrajit Pradhan (Индия)
- Abbos (Узбекистан)
- Алдаспан (Казахстан)
- Ezza (Нигерия)
- Q2A (Израиль)
- YELÉ (Франция)
- Gata Band (Армения)
- Speed Caravan (Франция/Алжир)

### 2019
Состав участников фестиваля The Spirit of Tengri:

### 2023
Состав участников фестиваля The Spirit of Tengri:
- Туран (Казахстан)
- Алдаспан (Казахстан)
- Childo Tomas (Мозамбик/Испания)
- Kerekes Band (Венгрия)
- Gulzada (Кыргызстан)
- Abbos (Узбекистан)
- Baba Zula (Турция)
- Hassak (Казахстан)
- Fanfara Station (Италия)
- FRA! (Гана)
- Mgzavrebi (Грузия)
- Rastak (Иран)
- Mr.Zarko (Сербия)
- The Raghu Dixit Project (Индия)